# Тавмант
Тавмант (др.-греч. Θαύμας, «чудесный», также Фавмант) — в древнегреческой мифологии божество морских чудес, подводный великан, сын Понта и Геи (или Понта и Тефии), муж Электры, отец Ириды и гарпий.
Согласно Нонну, отец Ириды и Гидаспа (от Ириды). См. Иран и Индия в древнегреческой мифологии.
Платон связывает имя Тавманта с изумлением.